# Taichius hemiceroides
Taichius hemiceroides là một loài bọ cánh cứng trong họ Tenebrionidae. Loài này được Blair miêu tả khoa học năm 1929.